# Игденбу
«Игденбу» — фильм армянского кинорежиссера Амо Бек-Назарова, снятый по повести Николая Ловцова «Контрабандный трест». Другое название фильма — «Зундукай».

## Сюжет
Фильм про события в селении охотников-гольдов на Дальнем Востоке в период советизации Дальнего Востока. События происходят в 1923 году.

## В ролях
- Юн-Шен Ли — Игденбу, охотник
- Найхим — шаман стойбища
- Торгон — купец стойбища
- В. Тен — Наойя